# Новоандреевка (Запорожская область)
Новоандре́евка (укр. Новоандріївка) — село,
Новоандреевский сельский совет,
Ореховский район,
Запорожская область,
Украина. Протекает река Ореховая.
Код КОАТУУ — 2323983701. Население по данным 2023 года составляло 40 человек.
Является административным центром Новоандреевского сельского совета, в который, кроме того, входят село
Щербаки и ликвидированное село
Буряковка.

## Географическое положение
Село Новоандреевка находится на расстоянии в 2 км от села Новопавловка и в 4,5 км от города Орехов.
Через село проходит автомобильная дорога Т-0812.

## История
- 1879 год — дата основания села переселенцами из города Орехов.

## Экономика
- «Таврическое», ФХ.

## Объекты социальной сферы
- Дом культуры.
- Фельдшерско-акушерский пункт.

## Достопримечательности
- Братская могила 103 советских воинов.

## Известные уроженцы
- Иван Иванович Клименко (1914—1942) — Герой Советского Союза.
- Михаил Николаевич Любименко (1923—2012) — Герой Советского Союза.